# يورييفيتس
يورييفيتس (بالروسية: Юрьевец) هي إحدى مدن روسيا في الكيان الفدرالي الروسي إيفانوفو أوبلاست.

## أعلام
- ألكسندر فزنين